# Лекечи
Лекечи (укр. Лекечі) — село в Берегометской поселковой общине Вижницкого района Черновицкой области Украины.
Население по переписи 2001 года составляло 237 человек. Почтовый индекс — 59241. Телефонный код — 3730. Код КОАТУУ — 7320581502.